# Fumbisi
Fumbisi es una ciudad de Ghana. Se trata de la capital del distrito de Builsa Sur, situado en la Región Alta Oriental, en el norte del país.
La ciudad cuenta con el principal mercado del distrito, que se celebra cada seis días. La ciudad contaba en 2001 con 19 escuelas. La región tiene una larga tradición en la producción textil y Fumbusi es uno de sus centros principales. En los valles de la zona destaca la producción de arroz. En los alrededores de Fumbisi se explota la extracción de arcilla para la producción de cerámica y alfarería.